# Летен паралихт
Paralichthys dentatus е вид лъчеперка от семейство Paralichthyidae. Видът не е застрашен от изчезване.

## Разпространение
Разпространен е в Канада и САЩ (Вирджиния, Делауеър, Джорджия, Кънектикът, Масачузетс, Мейн, Ню Джърси, Ню Хампшър, Род Айлънд, Северна Каролина, Флорида и Южна Каролина).